# Allium michaelis
Allium michaelis är en amaryllisväxtart som beskrevs av Furkat Orunbaevich Khassanov och Tojibaev. Allium michaelis ingår i släktet lökar, och familjen amaryllisväxter. Inga underarter finns listade i Catalogue of Life.